# Filippo III di Nassau-Weilburg
Filippo III di Nassau-Weilburg (Weilrod, 20 settembre 1504 – Weilburg, 4 ottobre 1559) fu Conte di Nassau-Weilburg. Viene ricordato per l'introduzione della Riforma a Weilburg e la fondazione del Gymnasium Philippinum e l'inizio della costruzione del castello di Weilburg.

## Biografia
Filippo III era figlio di Luigi I di Nassau-Weilburg (1473-1523). Alla morte del padre egli assunse il potere di governo all'età di diciannove anni.
Durante il regno di Filippo, la parte della Contea di Nassau che costituiva il Nassau-Weilburg era formata dai distretti di Weilburg, Merenberg, Usingen, Sonnenberg e Gleiberg; importanti erano le città di Kirberg, Weilmünster e Neuweilnau; Filippo inoltre possedeva delle quote di territori detenuti in comproprietà con i Conti di Nassau-Saarbrücken e Nassau-Wiesbaden e con il Langravio d'Assia.
La riforma protestante iniziò durante il regno di Filippo: egli promosse la sua diffusione all'interno dei suoi domini e a questo fine si alleò con il langravio Filippo I d'Assia. D'altro canto egli si assicurò di non diventare un vassallo dell'Assia e quindi enfatizzò la sua condizione di potersi vantare dell'immediatezza imperiale e fu molto attivo nell'associazione di Wetterau dei conti imperiali.
Filippo morì nel 1559 a Weilburg, all'età di cinquantacinque anni e venne sepolto nella cappella del castello di Weilburg. Lasciò ai posteri uno Stato fortemente indebitato: i suoi successi avevano superato le sue possibilità finanziarie. I figli Alberto e Filippo IV governarono il Paese congiuntamente fino al 1561, dopodiché divisero l'eredità paterna, con Alberto che mantenne Weilburg e Filippo IV che ricevette Neuweilnau.

### Politica estera
Dal momento che il padre gli aveva lasciato sulle spalle un forte indebitamento, Giovanni Luigi di Nassau-Saarbrücken venne nominato tutore di Filippo e reggente di Nassau-Weilburg; Filippo prese il governo nelle sue mani nel 1524. Uno dei suoi primi provvedimenti fu quello di suddividere le Signorie di Stauf, Eisenberg e Kirchheim, possedute congiuntamente dal Nassau-Weilburg e dal Nassau-Saarbrücken. Rinnovò inoltre il trattato ereditario tra i due stati nel 1524. Con l'evolversi della riforma protestante, i due conti progressivamente si allontanarono e Filippo cercò supporto nell'associazione di Wetterau dei conti imperiali.
Durante la Dieta imperiale di Ratisbona del 1532, Filippo di Nassau-Weilburg e suo cugino Filippo di Nassau-Wiesbaden promisero all'imperatore Carlo V 16 cavalieri e 80 fanti, per il proseguimento della guerra contro l'Impero ottomano; in cambio, essi ricevettero il diritto di mercato per Rückershausen e Usingen.
Dopo lo scioglimento dell'associazione di Wetterau, avvenuta nel 1535, Filippo di Nassau tentò un avvicinamento al langravio Filippo I d'Assia. Il 25 gennaio 1536, i due sovrani conclusero un accordo di scambio di territori: Nassau-Weilburg cedette all'Assia il gettito fiscale derivante dalla città libera di Wetzlar, la sovranità sul castello di Kalsmunt e il baliaggio imperiale di Wetzlar, oltre ai domini dell'Abbazia di Altenberg. In cambio, ricevette il castello e la città di Katzenelnbogen, il distretto e il castello di Löhnberg, nonché il diritto di riscattare la quota assiana sul castello e il distretto di Hadamar.
Su raccomandazione di Filippo I d'Assia, il 26 agosto 1537 Filippo III di Nassau-Weilburg aderì alla Lega di Smalcalda. Ciononostante egli fu un sostenitore riluttante della lega: in particolare egli non pagò mai i contributi concordati con la lega, usando come pretesto il fatto che non ricevette mai una copia dell'atto costitutivo della lega stessa.
Quando nel 1540 Filippo I si sposò in condizioni di bigamia e la lega si rifiutò di supportarlo contro Treviri, Filippo III prese le distanze dalla Lega di Smalcalda, senza però comunicare ufficialmente la propria disdetta; rimase in ogni caso in stretto contatto con Filippo I d'Assia.
Durante la guerra smalcaldica, Filippo III aiutò Filippo I con otto cavalieri; dopo i primi successi delle truppe imperiali sul Danubio egli però revocò il suo sostegno. Il feldmaresciallo imperiale, Rainardo di Solms, in seguito negoziò una riconciliazione tra il Conte di Nassau-Weilburg e l'imperatore Carlo V.
Terminato il proprio sostegno alla Lega di Smalcalda, Filippo III si adoperò per ricreare l'associazione di Wetterau: venne quindi ricostituita nel 1542 e nel 1549 e ne venne eletto presidente.

### Politica mineraria
Per tentare di migliorare la situazione finanziaria delle casse statali, Filippo tentò di intensificare lo sfruttamento delle miniere della sua regione. Tra il 1524 e il 1530 egli fece scavare numerose nuove miniere di ferro nei pressi di Weilmünster assieme a dei soci civili; successivamente la sua famiglia, nel corso del tempo, riuscì ad ottenere la quota di maggioranza nella proprietà delle compagnie minerarie. Nel 1536 Filippo promulgò una regolamentazione unitaria del settore minerario in tutti i suoi domini, ma la ripresa economica auspicata non si verificò.

### Politica edilizia
Filippo diede avvio a numerosi progetti edili nel suo Stato, dei quali il più importante fu la costruzione di una nuova residenza a Weilburg. Il castello di Weilburg venne edificato in due fasi: l'architetto Nicholas Schickedanz di Francoforte costruì l'ala orientale, un prestigioso edificio residenziale, mentre Balthasar Wolff di Heilbronn aggiunse le ali meridionale e occidentale, che vennero adibiti a spazi commerciali. I lavori durarono dal 1533 al 1549: ancora ai giorni d'oggi, gli scudi d'alleanza di Filippo III di Nassau-Weilburg e di Amalia d'Isenburg-Büdingen possono essere ammirati sulla torre dell'ala Est.
La chiesa cittadina di Weilburg, all'epoca diroccata, venne riparata e fu aggiunta una nuova torre campanaria nel 1555, che temporaneamente venne usata anche per l'approvvigionamento d'acqua; in seguito la torre venne incorporata nel castello.
Sotto al castello, un ponte in pietra attraverso la Lahn venne costruito sempre nel 1555 e metteva in comunicazione i domini di Weilburg con quelli di Merenberg.
Dopo che vennero terminati i lavori di costruzione a Weilburg, il castello di Usingen venne nuovamente ampliato tra il 1551 e il 1558.

### La riforma protestante
La riforma protestante venne introdotta nel Nassau-Weilburg durante il regno di Filippo: egli inizialmente si allineò con quanto avveniva all'interno dell'associazione di Wetterau dei conti imperiali, ma, a partire dal 1526, iniziò ad assumere direttamente la guida del processo. La riforma venne rapidamente messa in atto nelle aree che Filippo III possedeva congiuntamente a Filippo I d'Assia, cioè il distretto di Hüttenberg e le zone lungo il fiume Lahn, con le città di Heuchelheim, Kinzenbach, Launsbach, Wißmar, Rodheim e Fellingshausen.
Filippo partecipò alla riunione dell'associazione di Wetterau del 20 giugno 1524, durante il quale si decise di non applicare l'editto di Worms. Questa sua posizione, portò Filippo in contrasto con l'arcivesco di Treviri, Richard von Greiffenklau zu Vollrads, il quale riteneva che Filippo stesse interferendo nella sua giurisdizione spirituale e che tenesse per sé delle tasse di sua spettanza.
Durante la guerra dei contadini tedeschi, Filippo prese le parti degli Arcivescovi di Magonza e Treviri, che cercarono di sedare la rivolta.
La fede protestante venne ufficializzata nell'incontro dell'associazione di Wetterau del 1525 a Butzbach, alla presenza del conte Ermanno di Neuenahr il Maggiore. Venne stilata inoltre una lista di monasteri ed abbazie, in modo che potessero venir tassati in futuro. L'abbazia di Weilburg, a titolo di esempio, sarebbe stata tassata per un importo di cento fiorini, mentre il monastero di Pfannstiel fu valutato a quindici fiorini.
Nel 1525/1526, Filippo nominò Erhard Schnepf come primo predicatore protestante del suo territorio. Dopo la dieta di Spira del 1526, Schnepf fu incaricato di diffondere la riforma a Weilburg: nel portare a termine la sua missione, Schnepf incontrò l'opposizione dell'abbazia di Weilburg, del monastero di Pfannstiel e di Johann Roß, parroco di Weilburg, ma d'altronde Filippo supportava l'operato di Schnepf, nonostante le proteste degli Arcivescovi di Magonza e Treviri. L'associazione di Wetterau rallentò la sua opera di diffusione del protestantesimo a causa di dissidi interni e, quando l'Università di Marburgo offrì un posto a Schneps, Filippo tentò di trattenerlo a Weilburg cacciando Johann Roß, che aveva operato in città per ventotto anni, ma nonostante tutto Schneps accettò l'incarico a Marburgo nel 1528.
L'applicazione della riforma fu proseguito dal cappellano di corte, Heinrich Stroß, il quale, nel 1535 introdusse un primo sistema complessivo di controlli sulla chiesa di Nassau-Weilburg. La riforma venne accelerata con l'adesione di Filippo alla lega di Smalcalda: Filippo ordinò la dissoluzione del piccolo monastero di Pfannstiel e la vendita di alcuni paramenti liturgici preziosi di proprietà dell'abbazia benedettina di Santa Valpurga di Weilburg. Nel 1540 Filippo fondò una scuola pubblica a Weilburg, che ben presto divenne un importante centro di istruzione e in seguito diventò l'attuale Gymnasium Philippinum Weilburg.
Alla morte di Heinrich Stroß's, Kasper Goltwurm venne nominato cappellano di corte nel 1546. L'anno successivo, Goltwurn organizzò un sinodo del clero della Contea di Nassau-Weilburg e si dedicò alla scuola pubblica; nel 1548 Filippo III nominò ufficialmente Goltwurn come visitatore, controllore.
La riforma conobbe una battuta d'arresto a seguito dell'Interim di Augusta. Goltwurn incoraggiò i prelati a restitere alla controriforma cattolica promossa dagli Arcivescovi di Magonza e Treviri, ed infatti la controriforma fallì, principalmente perché gli arcivescovi non disponevano di un numero sufficiente di sacerdoti da assegnare alle parrocchie, per cui dovettero concedere ad alcuni pastori riformati di proseguire nel loro incarico. Nel 1550 Filippo concesse a Goltwurn sei mesi di congedo, durante il quale egli viaggiò fino a Wittenberg e scrisse un libro intitolato La bella e confortante storia di Giuseppe, che dedicò a Filippo III.
Filippo e Goltwurn poterono riprendere nella loro opera di diffusione del Protestantesimo dopo la pace di Passavia del 1552. I preti cattolici che erano stati nominati durante la controriforma vennero sollevati dal loro incarico, numerosi calici e paramenti di valore vennero venduti, l'abbazia di Weilburg venne dotata di un nuovo ordine e venne convocato un nuovo sinodo del clero riformato a Weilburg nel 1553. L'abbazia di Weilburg venne definitivamente dissolta il 3 giugno 1555 e la giurisdizione spirituale degli arcivescovi venne revocata con la pace di Augusta.

## Matrimoni e discendenza
Nel 1523 Filippo sposò Elisabetta di Sayn-Hachenburg (m. 5 febbraio 1531); la famiglia dei Sayn-Hachenburg era anch'essa membra dell'associazione di Wetterau dei conti imperiali. Filippo ed Elisabetta ebbero quattro figli, ma nessuno di essi raggiunse l'età adulta.
Rimasto vedovo, Filippo, nel 1536, sposò Anna di Mansfield (1520 - 26 dicembre 1537), grazie all'intermediazione del langravio Filippo I d'Assia. Anna morì nel dare alla luce al suo unico figlio, Alberto (26 dicembre 1537 - Ottweiler, 11 novembre 1593).
Successivamente, il 17 agosto 1564, Filippo si sposò in terze nozze con Amalia di Isenburg-Büdingen (23 giugno 1522 - Offenbach, 18 maggio 1579). Il matrimonio, anche in questo caso, fu concluso con l'intervento di Filippo I d'Assia. Dalla loro unione nacquero tre figli:
- Filippo IV (14 ottobre 1542 - Saarbrücken, 12 marzo 1602);
- Ottilia (27 luglio 1546 - 1610 circa), sposò il conte Ottone I di Salm-Kyrburg (15 agosto 1538 - 7 giugno 1607);
- Anna Amalia (26 luglio 1549 - 7 gennaio 1598), nel 1588 sposò il conte Federico I di Salm (1547 – 1608)

## Antenati
|                                        |                                         |                                       | Genitori                             |  |  | Nonni |  |  | Bisnonni                      |  |  | Trisnonni                    |  |
|                                        |                                         |                                       |                                      |  |  |       |  |  | Filippo II di Nassau-Weilburg |  |  | Filippo I di Nassau-Weilburg |  |
|                                        |                                         |                                       |                                      |  |  |       |  |  | Filippo II di Nassau-Weilburg |  |  | Filippo I di Nassau-Weilburg |  |
|                                        |                                         | Elisabetta di Lorena-Vaudémont        |                                      |  |  |       |  |  | Filippo II di Nassau-Weilburg |  |  |                              |  |
| Giovanni III di Nassau-Weilburg        |                                         |                                       |                                      |  |  |       |  |  | Filippo II di Nassau-Weilburg |  |  |                              |  |
|                                        |                                         | Margherita di Loon-Heinsberg          | Giovanni III di Loon                 |  |  |       |  |  |                               |  |  |                              |  |
|                                        |                                         | Margherita di Loon-Heinsberg          | Giovanni III di Loon                 |  |  |       |  |  |                               |  |  |                              |  |
|                                        |                                         | Margherita di Loon-Heinsberg          | Valpurga di Moers                    |  |  |       |  |  |                               |  |  |                              |  |
| Luigi I di Nassau-Weilburg             |                                         | Margherita di Loon-Heinsberg          |                                      |  |  |       |  |  |                               |  |  |                              |  |
|                                        |                                         | Luigi I d'Assia                       | Ermanno II d'Assia                   |  |  |       |  |  |                               |  |  |                              |  |
|                                        |                                         | Luigi I d'Assia                       | Ermanno II d'Assia                   |  |  |       |  |  |                               |  |  |                              |  |
|                                        |                                         | Luigi I d'Assia                       | Margherita di Hohenzollern-Nuremberg |  |  |       |  |  |                               |  |  |                              |  |
| Elisabetta d'Assia                     |                                         | Luigi I d'Assia                       |                                      |  |  |       |  |  |                               |  |  |                              |  |
|                                        |                                         | Anna di Sassonia                      | Federico I di Sassonia               |  |  |       |  |  |                               |  |  |                              |  |
|                                        |                                         | Anna di Sassonia                      | Federico I di Sassonia               |  |  |       |  |  |                               |  |  |                              |  |
|                                        |                                         | Anna di Sassonia                      | Caterina di Brunswick-Lüneburg       |  |  |       |  |  |                               |  |  |                              |  |
| Filippo III di Nassau-Weilburg         |                                         | Anna di Sassonia                      |                                      |  |  |       |  |  |                               |  |  |                              |  |
|                                        | Giovanni II di Nassau-Wiesbaden-Idstein | Adolfo II di Nassau-Wiesbaden-Idstein |                                      |  |  |       |  |  |                               |  |  |                              |  |
|                                        | Giovanni II di Nassau-Wiesbaden-Idstein | Adolfo II di Nassau-Wiesbaden-Idstein |                                      |  |  |       |  |  |                               |  |  |                              |  |
|                                        | Giovanni II di Nassau-Wiesbaden-Idstein | Margherita di Baden                   |                                      |  |  |       |  |  |                               |  |  |                              |  |
| Adolfo III di Nassau-Wiesbaden-Idstein | Giovanni II di Nassau-Wiesbaden-Idstein |                                       |                                      |  |  |       |  |  |                               |  |  |                              |  |
|                                        |                                         | Maria di Nassau-Dillenburg            | Engelberto I di Nassau               |  |  |       |  |  |                               |  |  |                              |  |
|                                        |                                         | Maria di Nassau-Dillenburg            | Engelberto I di Nassau               |  |  |       |  |  |                               |  |  |                              |  |
|                                        |                                         | Maria di Nassau-Dillenburg            | Johanna van Polanen                  |  |  |       |  |  |                               |  |  |                              |  |
| Maria Margherita di Nassau-Wiesbaden   |                                         | Maria di Nassau-Dillenburg            |                                      |  |  |       |  |  |                               |  |  |                              |  |
|                                        |                                         | Filippo I di Hanau-Lichtenberg        | Reinardo II di Hanau                 |  |  |       |  |  |                               |  |  |                              |  |
|                                        |                                         | Filippo I di Hanau-Lichtenberg        | Reinardo II di Hanau                 |  |  |       |  |  |                               |  |  |                              |  |
|                                        |                                         | Filippo I di Hanau-Lichtenberg        | Caterina di Nassau-Beilstein         |  |  |       |  |  |                               |  |  |                              |  |
| Margherita di Hanau-Lichtenberg        |                                         | Filippo I di Hanau-Lichtenberg        |                                      |  |  |       |  |  |                               |  |  |                              |  |
|                                        |                                         | Anna di Lichtenberg                   | Luigi V di Lichtenberg               |  |  |       |  |  |                               |  |  |                              |  |
|                                        |                                         | Anna di Lichtenberg                   | Luigi V di Lichtenberg               |  |  |       |  |  |                               |  |  |                              |  |
|                                        |                                         | Anna di Lichtenberg                   | Elisabetta di Hohenlohe              |  |  |       |  |  |                               |  |  |                              |  |
|                                        |                                         | Anna di Lichtenberg                   |                                      |  |  |       |  |  |                               |  |  |                              |  |